# Anneau non commutatif de polynômes
 (janvier 2010).
Si vous disposez d'ouvrages ou d'articles de référence ou si vous connaissez des sites web de qualité traitant du thème abordé ici, merci de compléter l'article en donnant les références utiles à sa vérifiabilité et en les liant à la section « Notes et références ».
Le but de cet article est de montrer comment on obtient l'anneau des polynômes à une variable (ou indéterminée) sur un anneau (unitaire), non nécessairement commutatif. 
Le cas des anneaux de polynômes sur un anneau commutatif unifère est traité dans les articles Construction de l'anneau des polynômes et Polynôme formel (à une indéterminée) et dans l'article Polynôme en plusieurs indéterminées. Dans ce dernier, un autre type d'anneau non commutatif de polynômes est construit : l'algèbre d'un monoïde.

## Préliminaires
On se donne un anneau unitaire A.
On va construire :
- l'ensemble A[X] ;
- une structure d'anneau (unitaire) sur cet ensemble, commutatif si A l'est, et intègre si A l'est ;

On va prouver
- l'existence d'une opération de division euclidienne, ou deux telles opérations à droite et à gauche si A est non-commutatif, par tout polynôme à coefficient dominant inversible dans  A, avec quotient et reste uniques,
- et son rapport avec l'évaluation (à droite ou à gauche) des polynômes en un élément de A.

## Définition de l'ensemble
On va considérer les suites d'éléments de A, nulles à partir d'un certain rang. Cet ensemble peut-être vu comme la partie de l'ensemble {\displaystyle A^{\mathbb {N} }} définie ainsi :
{\displaystyle \left\{(a_{n})_{n\in \mathbb {N} }\in A^{\mathbb {N} }\mid \exists N\geq 0:\forall n\geq N:a_{n}=0\right\}}
C'est notre ensemble A[X].

## Définition de la structure d'anneau
Commençons par définir ce mystérieux X, appelé indéterminée : il s'agit de la suite nulle partout, sauf à l'indice {\displaystyle 1} où elle vaut {\displaystyle 1}. On note par ailleurs que l'on peut envoyer A dans A[X] de façon injective par l'application qui à un élément a associe la suite dont le coefficient à l'indice 0 vaut a, et qui est nulle partout ailleurs.
Pour définir la structure de groupe additif sur A[X], on se contente de reprendre la structure héritée naturellement par le fait que ce sont des suites à valeurs dans un anneau : la suite {\displaystyle a+b} est donnée par
{\displaystyle (a+b)_{n}=(a)_{n}+(b)_{n}}. L'élément neutre est la suite entièrement nulle.
La structure multiplicative est un peu plus compliquée : la suite {\displaystyle a*b} est donnée
par
{\displaystyle (a*b)_{n}=\sum _{k+l=n}a_{k}b_{l}\,.}
Comme les suites a et b n'ont qu'un nombre fini de coefficients non nuls, il en est de même pour {\displaystyle a+b} et {\displaystyle a*b}. La formule pour {\displaystyle a*b} définit bien une loi de composition interne associative (et commutative si A l'est), dont l'image de l'élément 1 de  A par l'application injective {\displaystyle A\to A[X]} mentionnée est élément unité (il est également noté 1), ainsi que la propriété de distributivité par rapport à l'addition définie précédemment.
Et avec cette addition et cette multiplication, il est clair que l'on a bien une structure d'anneau. Il reste à remarquer que {\displaystyle X^{n}} est la suite nulle partout sauf en n, où elle vaut {\displaystyle 1} ; en particulier, tout polynôme {\displaystyle P=(a_{n})_{n}} s'écrit donc de façon unique : :{\displaystyle P=\sum _{n}a_{n}X^{n}}
On retrouve là l'écriture habituelle des polynômes.

## Division euclidienne à droite (resp. à gauche)
On se donne deux polynômes P et U, le polynômr U étant non nul. On ne fait pas d'hypothèse sur le premier, mais on demande que le coefficient dominant du second soit inversible.
On souhaite prouver qu'il existe un unique couple de polynômes Q et R réunissant les deux conditions suivantes :
- {\displaystyle \quad P=UQ+R} ;
- {\displaystyle \quad \deg(R)<\deg(U)}.

{\displaystyle Q} sera le quotient et R le reste dans la division à droite. On dira aussi que Q est le quotient à droite et R le reste à droite.
Si R=0 on dira naturellement que P est divisible à droite par U.
De manière symétrique on désignera par quotient à gauche et reste à gauche les polynômes Q' et R'  vérifiant :
- {\displaystyle \quad P=Q'U+R'} ;
- {\displaystyle \quad \deg(R')<\deg(U)}.

et si R=0, P sera dit divisible à gauche par U.
Il est évident que ces 2 notions coïncident dans le cas d'un anneau commutatif. Nous ferons la démonstration de l'unicité et de l'existence du quotient et du reste dans le premier cas seulement, l'adaptation au second cas ne posant aucune difficulté.

### Unicité
Soient {\displaystyle (Q_{1},R_{1})} et {\displaystyle (Q_{2},R_{2})} deux couples vérifiant les conditions requises, alors
- {\displaystyle U(Q_{1}-Q_{2})=R_{2}-R_{1}}

- {\displaystyle \deg(U(Q_{1}-Q_{2}))=\deg(U)+\deg(Q_{1}-Q_{2})} car le coefficient dominant de {\displaystyle U} n'est pas un diviseur de zéro (puisqu'il est inversible)
- {\displaystyle \deg(R_{2}-R_{1})\leq \max(\deg(R_{2}),\deg(R_{1}))<\deg(U)}

d'où {\displaystyle \deg(Q_{1}-Q_{2})<0}, donc {\displaystyle Q_{1}=Q_{2}}, puis {\displaystyle R_{1}=R_{2}}.

### Existence
On la montre par récurrence sur le degré du polynôme {\displaystyle P} :
- si {\displaystyle \deg(P)<\deg(U)} : il suffit de prendre {\displaystyle Q=0} et {\displaystyle R=P} ;
- si {\displaystyle \deg(P)\geq \deg(U)}: notons {\displaystyle a} le coefficient dominant de {\displaystyle P}, {\displaystyle b} celui de {\displaystyle U}, et {\displaystyle M} le monôme {\displaystyle b^{-1}aX^{\deg P-\deg U}}; alors {\displaystyle UM} est de même monôme dominant que {\displaystyle P}, donc {\displaystyle \deg(P-UM)<\deg(P)} ; par hypothèse de récurrence il existe deux polynômes {\displaystyle Q} et {\displaystyle R} tels que{\displaystyle (P-UM)=UQ+R} et {\displaystyle \deg(R)<\deg(U)}; d'où {\displaystyle P=U(Q+M)+R}.

### Remarques
- Pour l'unicité, on aurait pu supposer que le coefficient dominant de U n'était que régulier ; en revanche pour l'existence, cette inversibilité est nécessaire (voir l'article Division d'un polynôme).
- L'unicité est traitée en premier, car sans le dire, c'est elle qui pointe vers l'existence, en utilisant la notion de degré d'un polynôme.

### Valeur à droite (resp. à gauche) d'un polynôme pour un élément de l'anneau
Soient {\displaystyle P\in A[X]} et {\displaystyle u\in A}. Posons
{\displaystyle \quad P=a_{n}X^{n}+a_{n-1}X^{n-1}+\dotsb +a_{1}X+a_{0}}
Nous désignons par valeur à droite de P pour {\displaystyle X=u} l'élément de A :
{\displaystyle \quad P_{d}(u)=a_{n}u^{n}+a_{n-1}u^{n-1}+\dotsb +a_{1}u+a_{0}}
De même la valeur à gauche sera :
{\displaystyle \quad P_{g}(u)=u^{n}a_{n}+u^{n-1}a_{n-1}+\dotsb +ua_{1}+a_{0}}
Théorème Si u est un élément central de A (et donc pour tout {\displaystyle u\in A} si A est commutatif) les valeurs à gauche et à droite de {\displaystyle P\in A[X]} pour {\displaystyle X=u} coïncident, et en désignant cette valeur par {\displaystyle P[X:=u]}, l'application {\displaystyle P\mapsto P[X:=u]} est un morphisme d'anneaux {\displaystyle A[X]\to A}.
Preuve. Comme u commute avec tous les coefficients de P, les valeurs à gauche et à droite sont égales. Que {\displaystyle P\mapsto P[X:=u]} est un morphisme de groupes est également clair (et ne dépend pas du fait que u est un élément central). Pour la compatibilité avec la multiplication, soit {\displaystyle P=\sum _{i}a_{i}X^{i}} et {\displaystyle Q=\sum _{j}b_{j}X^{j}} alors on a
{\displaystyle P[X:=u]Q[X:=u]=\sum _{i,j}a_{i}u^{i}b_{j}u^{j}=\sum _{i,j}a_{i}b_{j}u^{i+j}=PQ[X:=u]} grâce à la commutation de {\displaystyle u^{i}} avec les coefficients {\displaystyle b_{j}}.

## Divisions parX-u
Comme le coefficient dominant 1 du polynôme {\displaystyle X-u} est évidemment inversible, les divisions à droite et à gauche sont possibles.
Soient {\displaystyle P\in A[X]} et {\displaystyle u\in A}. On a alors :
Théorème
Le reste de la division à gauche du polynôme P par {\displaystyle X-u} est égal à la valeur à droite {\displaystyle P_{d}(u)}.
- Démonstration

Posons {\displaystyle \quad Q=b_{n-1}X^{n-1}+\dotsb +b_{1}X+b_{0}}
On a {\displaystyle P=Q(X-u)+R}  et en groupant les termes de même degré du second membre :
{\displaystyle \quad P=b_{n-1}X^{n}+(b_{n-2}-b_{n-1}u)X^{n-1}+\dotsb +(b_{0}-b_{1}u)X-b_{0}u+R}
Si on remplace alors X par u dans le membre de droite (ce qui est bien le calcul de la valeur à droite) on constate immédiatement que les termes provenant du produit {\displaystyle Q(X-u)} s'annulent 2 à 2 et on obtient le résultat annoncé.
Remarquons que, lorsque u n'est pas central, on ne pouvait pas faire appel au théorème précédent et raisonner que {\displaystyle P_{d}(u)=Q_{d}(u)(X-u)_{d}(u)+R=Q_{d}(u).0+R=R}. Mais en reprenant la preuve de ce théorème on peut justifier néanmoins cette formule. On observe que dans cette preuve on a écrit {\displaystyle P[X:=u]} sous la forme de la valeur à droite, et que la preuve n'a utilisé que la commutation de u avec les coefficients bj du polynôme à droite ; or, dans la formule considérée cette commutation est valable car les seuls coefficients du polynôme {\displaystyle X-u} à droite sont {\displaystyle b_{1}=1} et {\displaystyle b_{0}=u}, qui commutent avec u.
On a le résultat symétrique :
Le reste de la division à droite du polynôme P par {\displaystyle X-u} est égal à la valeur à gauche {\displaystyle P_{g}(u)}.
Corollaire
Le polynôme P est divisible à gauche par {\displaystyle X-u} si et seulement si {\displaystyle P_{d}(u)=0} et le polynôme P est divisible à droite par {\displaystyle X-u} si et seulement si {\displaystyle P_{g}(u)=0}